# 裴世清
裴世清（？—？），河东郡闻喜县（今山西省运城市闻喜县）人，出自河東裴氏的中眷裴第三房，隋代文林郎（日本说他是鴻臚寺卿），曾经受隋煬帝派往倭国宣谕。北史与唐書叫他裴清。父親名裴著。
大业四年九月，为回覆多利思比孤，派裴世清等十三人出使倭国回礼。在百济渡海最后在竹斯国登陆，小德阿輩台帶數百人出迎，十天后大礼哥多毗带二百騎出迎。推古天皇欢迎他，之后宣諭。之后向他问礼，翌年一月他表示朝命完成準備回国。推古女皇设宴欢送，派小野妹子为正使，吉士雄成为副使，通事鞍作福利与学生高向玄理陪他回国，向煬帝入贡的八个学生也是遣隋使。
他的兒子裴嘉陵任隋齊州司馬、唐主客郎中、江州刺史。

## 朝鮮
根據韓國歷史《三國史記》記載，裴世清在前往倭國時受到百濟武王的接見。

## 資料
- 《細説隋煬帝》，劉善齡著